# نادي سيسكا كييف لكرة اليد
نادي سيسكا كييف لكرة اليد هو نادي كرة يد في أوكرانيا. يلعب في الدوري الأوكراني لكرة اليد. حقق بطولة الدوري مرتين الأولى في سنة 1992 والثانية في 1994 وكان الوصيف في سنة 1995.